# Ameni-Kemaw
Ameni-Kemaw is een koning van de 13e dynastie van Egypte.

## Biografie
Deze koning is bekend van zijn piramide, maar de koning heeft ook nog andere monumenten op zijn naam staan. Als Sehotepibre staat hij in de Turijnse koningslijst en heeft één jaar geregeerd. De piramide ontdekt in 1957 staat in Zuid-Dasjoer. Verder is er weinig bekend.

## Bron
- Dit artikel of een eerdere versie ervan is een (gedeeltelijke) vertaling van het artikel Ameni Qemau op de Duitstalige Wikipedia, dat onder de licentie Creative Commons Naamsvermelding/Gelijk delen valt. Zie de bewerkingsgeschiedenis aldaar.